# Кунья-Поран
Кунья-Поран (порт. Cunha Porã)  —  муниципалитет в Бразилии, входит в штат Санта-Катарина. Составная часть мезорегиона Запад штата Санта-Катарина. Входит в экономико-статистический  микрорегион Шапеко. Население составляет 10 680 человек на 2006 год. Занимает площадь 220,293 км². Плотность населения — 44,6 чел./км².
Праздник города —  20 июля.

## История
Город основан 20 июля 1958 года.

## Статистика
- Валовой внутренний продукт на 2003 составляет 92.478.541,00 реалов (данные: Бразильский институт географии и статистики).
- Валовой внутренний продукт на душу населения на 2003 составляет 9.238,62 реалов (данные: Бразильский институт географии и статистики).
- Индекс развития человеческого потенциала на 2000 составляет 0,824 (данные: Программа развития ООН).